# El-Aaiún (provins)
El-Aaiún eller al-Ayun (arabiska: العيون, al-Uyun, al-Ayun; spanska: El Aaiún; franska: Laâyoune) är en av Marocko definierad provins i regionen El-Aaiún-al-Saqiyya al-Hamra, i den marockanskkontrollerade delen av det omstridda området Västsahara. Antalet invånare var 238 096 vid Marockos folkräkning 2014. Arean är 34 139 kvadratkilometer.[källa behövs]